# Формула-1 — Гран-прі Німеччини 2019
Гран-прі Німеччини 2019 (офіційно Formula 1 Mercedes-Benz Grosser Preis von Deutchland 2019) — автоперегони чемпіонату світу Формули-1, які відбулися 28 липня 2019 року на трасі Гоккенгаймринг в Гоккенгайм, Німеччина. Це одинадцятий етап чемпіонату світу, сімдесят восьме Гран-прі Німеччини і шістдесят четверте в межах Чемпіонату Світу з Формули-1. Переможцем Гран-прі став Макс Ферстаппен.

## Вільні заїзди

### Перші тренування
Сонячно. Сухо. Повітря +32…35°С, траса +42…47°С.
Ранок в Гоккенгаймі був спекотним, до кінця сесії асфальт нагрівся до 47 градусів. Шини швидко перегрівалися, а у другій практиці буде більш спекотно. Найшвидшим виявився Себастьян Феттель, проїхавши своє коло на шинах Soft за 1:14.013.
| Поз.     | Пілот             | Конструктор | Час/Відставання | Кола |
| -------- | ----------------- | ----------- | --------------- | ---- |
| 1        | Себастьян Феттель | Ferrari     | 1.14.013        | 21   |
| 2        | Шарль Леклер      | Ferrari     | +0.255          | 25   |
| 3        | Льюїс Гамільтон   | Mercedes    | +0.302          | 32   |
| Джерело: |                   |             |                 |      |

### Другі тренування
Сонячно. Сухо. Повітря +37…38°С, траса +51°С.
Під кінець другої сесії тренувань П'єр Гаслі розбив болід в останньому повороті, через що з'явилися червоні прапори. Його відправили в медичний центр на обстеження, оскільки пікове перенавантаження в момент аварії досягло 10 g. Як і зранку, протокол очолили гонщики Ferrari. Найкраще коло у Шарля Леклера — 1:13.449.
| Поз.     | Пілот             | Конструктор | Час/Відставання | Кола |
| -------- | ----------------- | ----------- | --------------- | ---- |
| 1        | Шарль Леклер      | Ferrari     | 1.13.449        | 33   |
| 2        | Себастьян Феттель | Ferrari     | +0.124          | 30   |
| 3        | Льюїс Гамільтон   | Mercedes    | +0.146          | 30   |
| Джерело: |                   |             |                 |      |

### Треті тренування
Хмарно. Сухо. Повітря +26°С, траса +39…40°С.
Вночі перед третьою сесією тренувань пройшли грози, температура трохи впала, але до початку ранкового тренування асфальт висох, а повітря і траса прогрілася. Гаслі отримав нове шасі після вчорашньої аварії, замінили шасі і Кубіці — обидва гонщики Williams працювали на машинах зі всіма новинками. Протокол очолив Шарль Леклер, проїхавши коло з найкращим часом уїк-енду — 1:12.380.
| Поз.     | Пілот             | Конструктор     | Час/Відставання | Кола |
| -------- | ----------------- | --------------- | --------------- | ---- |
| 1        | Шарль Леклер      | Ferrari         | 1.12.380        | 18   |
| 2        | Макс Ферстаппен   | Red Bull Racing | +0.168          | 12   |
| 3        | Себастьян Феттель | Ferrari         | +0.264          | 18   |
| Джерело: |                   |                 |                 |      |

## Кваліфікація
| Поз.                    | №  | Пілот              | Конструктор     | Q1       | Q2       | Q3       | Старт |
| ----------------------- | -- | ------------------ | --------------- | -------- | -------- | -------- | ----- |
| 1                       | 44 | Льюїс Гамільтон    | Mercedes        | 1:12.852 | 1:12.149 | 1:11.767 | 1     |
| 2                       | 33 | Макс Ферстаппен    | Red Bull Racing | 1:12.593 | 1:12.427 | 1:12.113 | 2     |
| 3                       | 77 | Вальттері Боттас   | Mercedes        | 1:13.075 | 1:12.424 | 1:12.129 | 3     |
| 4                       | 10 | П'єр Гаслі         | Red Bull Racing | 1:12.991 | 1:12.385 | 1:12.522 | 4     |
| 5                       | 7  | Кімі Ряйкконен     | Альфа Ромео     | 1:13.066 | 1:12.519 | 1:12.538 | 5     |
| 6                       | 8  | Ромен Грожан       | Haas-Ferrari    | 1:13.146 | 1:12.769 | 1:12.851 | 6     |
| 7                       | 55 | Карлос Сайнс       | McLaren-Renault | 1:13.221 | 1:12.632 | 1:12.897 | 7     |
| 8                       | 11 | Серхіо Перес       | Racing Point    | 1:13.194 | 1:12.776 | 1:13.065 | 8     |
| 9                       | 27 | Ніко Гюлькенберг   | Renault         | 1:13.186 | 1:12.766 | 1:13.126 | 9     |
| 10                      | 16 | Шарль Леклер       | Ferrari         | 1:12.229 | 1:12.344 | без часу | 10    |
| 11                      | 99 | Антоніо Джовінацці | Альфа Ромео     | 1:13.170 | 1:12.786 |          | 11    |
| 12                      | 20 | Кевін Магнуссен    | Haas-Ferrari    | 1:13.103 | 1:12.789 |          | 12    |
| 13                      | 3  | Данієль Ріккардо   | Renault         | 1:13.131 | 1:12.799 |          | 13    |
| 14                      | 26 | Данило Квят        | Торо Россо      | 1:13.278 | 1:13.135 |          | 14    |
| 15                      | 18 | Ленс Стролл        | Racing Point    | 1:13.256 | 1:13.450 |          | 15    |
| 16                      | 4  | Ландо Норріс       | McLaren-Renault | 1:13.333 |          |          | 19*   |
| 17                      | 23 | Александр Албон    | Торо Россо      | 1:13.461 |          |          | 16    |
| 18                      | 63 | Джордж Рассел      | Williams        | 1:14.721 |          |          | 17    |
| 19                      | 88 | Роберт Кубіца      | Williams        | 1:14.839 |          |          | 18    |
| Правило 107 %: 1:17.285 |    |                    |                 |          |          |          |       |
| НК                      | 5  | Себастьян Феттель  | Ferrari         | без часу |          |          | 20**  |
| Джерела:                |    |                    |                 |          |          |          |       |

*Ландо Норріс втратив три позиції на стартовій решітці після заміни модуля MGU-K
**Себастьян Феттель не зміг встановити час Q1 у межах вимоги 107 % через проблему з турбонаддувом. Він також отримав штраф із втратою 10 місць за заміну контрольної електроніки (CE), але його вихідна позиція залишилася незмінною

## Перегони
| Поз.                                                                   | Пілот              | Конструктор     | Кола | Час/Відставання   | Очки |
| ---------------------------------------------------------------------- | ------------------ | --------------- | ---- | ----------------- | ---- |
| 1                                                                      | Макс Ферстаппен    | Red Bull Racing | 64   | 1:44:31.275       | 25+1 |
| 2                                                                      | Себастьян Феттель  | Ferrari         | 64   | +7.333            | 18   |
| 3                                                                      | Данило Квят        | Торо Россо      | 64   | +8.305            | 15   |
| 4                                                                      | Ленс Стролл        | Racing Point    | 64   | +8.966            | 12   |
| 5                                                                      | Карлос Сайнс       | McLaren-Renault | 64   | +9.583            | 10   |
| 6                                                                      | Александр Албон    | Торо Россо      | 64   | +10.052           | 8    |
| 7                                                                      | Ромен Грожан       | Haas-Ferrari    | 64   | +16.838           | 6    |
| 8                                                                      | Кевін Магнуссен    | Haas-Ferrari    | 64   | +18.765           | 4    |
| 9                                                                      | Льюїс Гамільтон    | Mercedes        | 64   | +19.667           | 2    |
| 10                                                                     | Роберт Кубіца      | Williams        | 64   | +24.987           | 1    |
| 11                                                                     | Джордж Расселл     | Williams        | 64   | +26.404           |      |
| 12                                                                     | Кімі Ряйкконен     | Альфа Ромео     | 64   | +42.214*          |      |
| 13                                                                     | Антоніо Джовінацці | Альфа Ромео     | 64   | +43.849*          |      |
| 14**                                                                   | П'єр Гаслі         | Red Bull Racing | 61   | зіткнення         |      |
| Схід                                                                   | Вальттері Боттас   | Mercedes        | 56   | аварія            |      |
| Схід                                                                   | Ніко Гюлькенберг   | Renault         | 39   | аварія            |      |
| Схід                                                                   | Шарль Леклер       | Ferrari         | 27   | аварія            |      |
| Схід                                                                   | Ландо Норріс       | McLaren-Renault | 25   | втрата потужності |      |
| Схід                                                                   | Данієль Ріккардо   | Renault         | 13   | двигун            |      |
| Схід                                                                   | Серхіо Перес       | Racing Point    | 1    | аварія            |      |
| Найшвидше коло: Макс Ферстаппен (Red Bull Racing) — 1:16.645 (61 коло) |                    |                 |      |                   |      |
| Джерела:                                                               |                    |                 |      |                   |      |

*Кімі Райкконен та Антоніо Джовінацці фінішували 7-м та 8-м відповідно, але їм обом було додано 30 секунд через нелегальний режим роботи зчеплення
**П'єр Гаслі був класифікований через те, що проїхав більше 90 % дистанції перегонів

## Положення в чемпіонаті після Гран-прі
|  | Поз. | Пілот             | Очки |
|  | ---- | ----------------- | ---- |
|  | 1    | Льюїс Гамільтон   | 225  |
|  | 2    | Вальттері Боттас  | 184  |
|  | 3    | Макс Ферстаппен   | 162  |
|  | 4    | Себастьян Феттель | 141  |
|  | 5    | Шарль Леклер      | 120  |

|   | Поз. | Конструктор     | Очки |
| - | ---- | --------------- | ---- |
|   | 1    | Mercedes        | 409  |
|   | 2    | Ferrari         | 261  |
|   | 3    | Red Bull Racing | 217  |
|   | 4    | Макларен        | 70   |
| 3 | 5    | Торо Россо      | 42   |